# Рікарду Карвалью
Ріка́рду Карва́лью (порт. Ricardo Carvalho; нар. 18 травня 1978, Амаранті) — португальський футболіст, що грав на позиції захисника. По завершенні ігрової кар'єри — тренер.
Виступав, зокрема, за клуб «Челсі», а також національну збірну Португалії.
Триразовий чемпіон Португалії. Володар Кубка Португалії. Дворазовий володар Суперкубка Португалії. Дворазовий володар Кубка англійської ліги. Триразовий чемпіон Англії. Дворазовий володар Суперкубка Англії з футболу. Триразовий володар Кубка Англії. Чемпіон Іспанії. Володар Кубка Іспанії. Володар Суперкубка Іспанії з футболу. Переможець Ліги чемпіонів УЄФА. Володар Кубка УЄФА. У складі збірної — чемпіон Європи. 

## Клубна кар'єра
Вихованець юнацьких команд футбольних клубів «Амаранті» та «Порту».
У дорослому футболі дебютував 1997 року виступами за команду «Леса», в якій провів один сезон на правах оренди, взявши участь у 22 матчах чемпіонату.
1998 року повернувся до «Порту», проте за наступний сезон зіграв лише в одному матчі за «драконів», хоча і став чемпіоном, тому в подальшому здавався в оренди в клуби «Віторія» (Сетубал) та «Алверка».

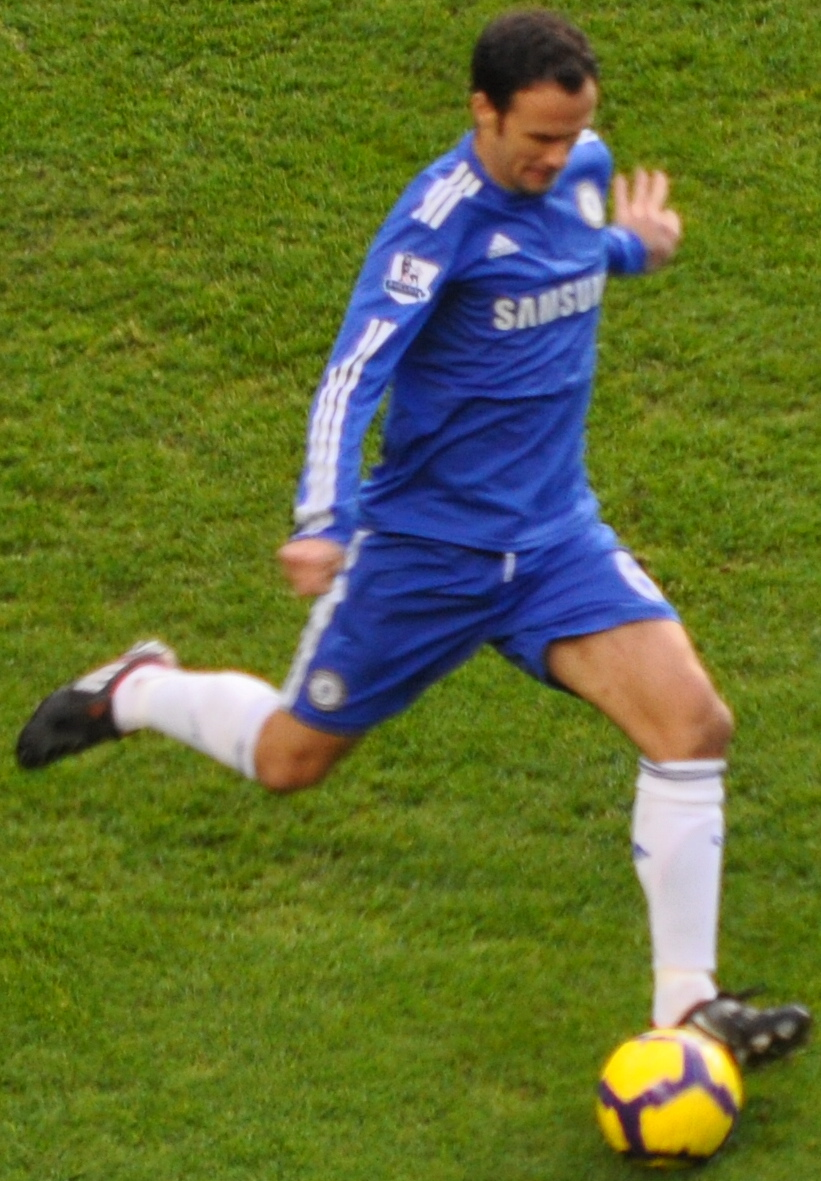
Рікарду Карвалью під час виступів за «Челсі». 28 грудня 2009 року.

Своєю грою за останню команду знову привернув увагу представників тренерського штабу клубу «Порту», до складу якого повернувся 2001 року. Цього разу відіграв за клуб з Порту наступні три сезони своєї ігрової кар'єри. Більшість часу, проведеного у складі «Порту», був основним гравцем захисту команди. За цей час додав до переліку своїх трофеїв ще два титули чемпіона Португалії, ставав переможцем Ліги чемпіонів УЄФА, володарем Кубка УЄФА.
2004 року уклав контракт з клубом «Челсі», куди його запросив новий тренер «синіх» Жозе Моурінью, знайомий з Карвалью по спільній роботі в «Порту». У складі «лондонців» Рікарду провів наступні шість років своєї кар'єри гравця. Граючи у складі «Челсі» також здебільшого виходив на поле в основному складі команди. За цей час додав до переліку своїх трофеїв три титули чемпіона Англії, по два рази ставав володарем Кубка англійської ліги та Суперкубка Англії, а також тричі володарем Кубка Англії.
З літа 2010 року три сезони захищав кольори клубу «Реал Мадрид», де також працював під керівництвом Жозе Моурінью. За цей час встиг відіграти за королівський клуб 50 матчів в національному чемпіонаті, забивши 3 голи, проте основним гравцем був лише в першому сезоні 2010/11.
Влітку 2013 року приєднався до складу французького «Монако». Всього встиг відіграти за команду з Монако 95 матчів у національному чемпіонаті. 10 серпня 2016 року було оголошено, що Карвалью не продовжив контракт з «Монако» і покинув клуб.
Взимку 2017 року приєднався до складу китайського «Шанхай СІПГ». У цій 2018 року команді завершив ігрову кар'єру.

## Виступи за збірну
1996 року дебютував у складі юнацької збірної Португалії, взяв участь у 4 іграх на юнацькому рівні.
Протягом 1997–1999 років залучався до складу молодіжної збірної Португалії. На молодіжному рівні зіграв у 23 офіційних матчах, забив 1 гол.
З 2000 по 2003 рік захищав кольори другої збірної Португалії. У складі цієї команди провів 3 матчі.
2001 року дебютував в офіційних матчах у складі національної збірної Португалії.
31 серпня 2011 року захисник заявив, що припиняє свої виступи за португальську збірну. Заява гравця послідувала після самовільного залишення табору збірної, яке сам футболіст пізніше пояснив виявленою до нього неповагою.
Однак, 2014 року Рікардо повернувся в збірну.
У складі збірної був учасником чемпіонату Європи 2004 року у Португалії, де разом з командою здобув «срібло», чемпіонату світу 2006 року у Німеччині, чемпіонату Європи 2008 року в Австрії та Швейцарії, чемпіонату світу 2010 року у ПАР, чемпіонату Європи 2016 року у Франції.
Загалом протягом кар'єри у національній команді, яка тривала 14 років, провів у її формі 89 матчів, забивши 6 голів.

## Кар'єра тренера
Розпочав тренерську кар'єру невдовзі по завершенні кар'єри гравця, 2019 року, увійшовши до тренерського штабу Андре Віллаш-Боаша в клубі «Марсель». Наразі досвід тренерської роботи обмежується цим клубом.

## Статистика виступів

### Статистика клубних виступів
| Сезон                   | Команда                 | Чемпіонат               | Чемпіонат | Чемпіонат | Кубок  | Кубок | Кубок | Єврокубки | Єврокубки | Єврокубки | Інші змагання | Інші змагання | Інші змагання | Усього | Усього |
| Сезон                   | Команда                 | Ліга                    | Ігор      | Голів     | Ліга   | Ігор  | Голів | Ліга      | Ігор      | Голів     | Ліга          | Ігор          | Голів         | Ігор   | Голів  |
| ----------------------- | ----------------------- | ----------------------- | --------- | --------- | ------ | ----- | ----- | --------- | --------- | --------- | ------------- | ------------- | ------------- | ------ | ------ |
| 1998–1999               | «Порту»                 | ПЛ                      | 1         | 0         | КП     | 0     | 0     | ?         | 0         | 0         | ?             | 0             | 0             | 1      | 0      |
| 1999–2000               | «Віторія»               | ПЛ                      | 25        | 2         | КП     | 2     | 0     | -         | -         | -         | -             | -             | -             | 27     | 2      |
| 2000–2001               | «Альверка»              | ПЛ                      | 29        | 1         | КП     | 3     | 0     | -         | -         | -         | -             | -             | -             | 32     | 1      |
| 2001–2002               | Порту                   | ПЛ                      | 25        | 0         | КП     | 2     | 0     | ЛЧ        | 10        | 0         | -             | -             | -             | 37     | 0      |
| 2002–2003               | Порту                   | ПЛ                      | 18        | 1         | КП     | 6     | 0     | КУЄФА     | 7         | 0         | СУ            | 1             | 0             | 32     | 1      |
| 2003–2004               | Порту                   | ПЛ                      | 29        | 2         | КП     | 3     | 0     | ЛЧ        | 13        | 1         | СУ            | 1             | 0             | 46     | 3      |
| Усього за «Порту»       | Усього за «Порту»       | Усього за «Порту»       | 72        | 3         |        | 11    | 0     |           | 30        | 1         |               | 3             | 0             | 117    | 4      |
| 2004–2005               | «Челсі»                 | ПЛ                      | 25        | 1         | КА+КФЛ | 1+3   | 0+0   | ЛЧ        | 10        | 0         | -             | -             | -             | 39     | 1      |
| 2005–2006               | «Челсі»                 | ПЛ                      | 24        | 1         | КА+КФЛ | 3+0   | 0+0   | ЛЧ        | 8         | 2         | СА            | 0             | 0             | 35     | 3      |
| 2006–2007               | «Челсі»                 | ПЛ                      | 31        | 3         | КА+КФЛ | 5+4   | 1+0   | ЛЧ        | 10        | 0         | СА            | 1             | 0             | 51     | 4      |
| 2007–2008               | «Челсі»                 | ПЛ                      | 21        | 1         | КА+КФЛ | 2+4   | 0+0   | ЛЧ        | 10        | 0         | СА            | 1             | 0             | 38     | 1      |
| 2008–2009               | «Челсі»                 | ПЛ                      | 12        | 1         | КА+КФЛ | 2+0   | 0+0   | ЛЧ        | 4         | 0         | -             | -             | -             | 18     | 1      |
| 2009–2010               | «Челсі»                 | ПЛ                      | 22        | 0         | КА+КФЛ | 1+0   | 0+0   | ЛЧ        | 5         | 0         | СА            | 1             | 1             | 29     | 1      |
| Усього за «Челсі»       | Усього за «Челсі»       | Усього за «Челсі»       | 135       | 7         |        | 14+11 | 1+0   |           | 47        | 2         |               | 3             | 1             | 210    | 11     |
| 2010–2011               | Реал Мадрид             | ПД                      | 33        | 3         | КІ     | 6     | 0     | ЛЧ        | 9         | 0         | -             | —             | —             | 48     | 3      |
| 2011–2012               | Реал Мадрид             | ПД                      | 8         | 0         | КІ     | 1     | 0     | ЛЧ        | 2         | 0         | СІ            | 2             | 0             | 13     | 0      |
| 2012–13                 | Реал Мадрид             | ПД                      | 9         | 0         | КІ     | 6     | 0     | ЛЧ        | 1         | 0         | СІ            | 0             | 0             | 16     | 0      |
| Усього за «Реал Мадрид» | Усього за «Реал Мадрид» | Усього за «Реал Мадрид» | 50        | 3         |        | 13    | 0     |           | 12        | 0         |               | 2             | 0             | 77     | 3      |
| 2013–14                 | «Монако»                | Л1                      | 37        | 0         | КЛ+КФ  | 0+3   | 0+0   | -         | -         | -         | -             | -             |               | 40     | 0      |
| 2014–15                 | «Монако»                | Л1                      | 25        | 2         | КЛ+КФ  | 1+1   | 0     | ЛЧ        | 5         | 0         | -             | -             |               | 32     | 2      |
| 2015–16                 | «Монако»                | Л1                      | 0         | 0         | КЛ+КФ  | 0     | 0     | ЛЧ        | 2         | 0         | -             | -             |               | 2      | 0      |
| Усього за «Монако»      | Усього за «Монако»      | Усього за «Монако»      | 62        | 2         |        | 5     | 0     |           | 7         | 0         |               | 0             | 0             | 74     | 2      |
| 2017                    | «Шанхай СІПГ»           | КСЛ                     | 4         | 0         | КК     | 1     | 0     | ЛЧ        | 0         | 0         | -             | -             | -             | 5      | 0      |
| Усього за кар'єру       | Усього за кар'єру       | Усього за кар'єру       | 433       | 19        |        | 61    | 1     |           | 103       | 3         |               | 8             | 1             | 605    | 24     |

### Статистика виступів за збірну
| Дата       | Місто              | Господарі            | Результат | Гості                | Турнір                  | Голи | Примітки |
| ---------- | ------------------ | -------------------- | --------- | -------------------- | ----------------------- | ---- | -------- |
| 11-10-2004 | Лісабон            | Португалія           | 5 – 3     | Албанія              | товариський матч        | -    | 46'      |
| 18-2-2004  | Фару               | Португалія           | 1 – 1     | Англія               | товариський матч        | -    | 75'      |
| 31-3-2004  | Брага              | Португалія           | 1 – 2     | Італія               | товариський матч        | -    | 77'      |
| 29-5-2004  | Агеда              | Португалія           | 3 – 0     | Люксембург           | товариський матч        | -    | 63'      |
| 5-6-2004   | Сетубал            | Португалія           | 4 – 1     | Литва                | товариський матч        | -    | 46'      |
| 16-6-2004  | Лісабон            | Росія                | 0 – 2     | Португалія           | ЧЄ 2004 - груповий етап | -    | 24'      |
| 20-6-2004  | Лісабон            | Іспанія              | 0 – 1     | Португалія           | ЧЄ 2004 - груповий етап | -    |          |
| 24-6-2004  | Лісабон            | Португалія           | 8 – 7     | Англія               | ЧЄ 2004 - чвертьфінал   | -    | 119'     |
| 30-6-2004  | Лісабон            | Португалія           | 2 – 1     | Нідерланди           | ЧЄ 2004 - півфінал      | -    |          |
| 4-7-2004   | Лісабон            | Португалія           | 0 – 1     | Греція               | ЧЄ 2004 - Фінал         | -    |          |
| 4-9-2004   | Рига               | Латвія               | 0 – 2     | Португалія           | Відбір до ЧС 2006       | -    |          |
| 8-9-2004   | Лейрія             | Португалія           | 4 – 0     | Естонія              | Відбір до ЧС 2006       | -    |          |
| 10-9-2004  | Вадуц              | Ліхтенштейн          | 2 – 2     | Португалія           | Відбір до ЧС 2006       | -    |          |
| 13-10-2004 | Лісабон            | Португалія           | 7 – 1     | Росія                | Відбір до ЧС 2006       | -    |          |
| 17-11-2004 | Люксембург         | Люксембург           | 0 – 5     | Португалія           | Відбір до ЧС 2006       | -    |          |
| 30-3-2005  | Братислава         | Словаччина           | 1 – 1     | Португалія           | Відбір до ЧС 2006       | -    |          |
| 17-8-2005  | Понта-Делгада      | Португалія           | 2 – 0     | Єгипет               | товариський матч        | -    |          |
| 3-9-2005   | Фару               | Португалія           | 6 – 0     | Люксембург           | Відбір до ЧС 2006       | 1    |          |
| 7-9-2005   | Москва             | Росія                | 0 – 0     | Португалія           | Відбір до ЧС 2006       | -    | 48'      |
| 8-10-2005  | Авейру             | Португалія           | 2 – 1     | Ліхтенштейн          | Відбір до ЧС 2006       | -    |          |
| 12-11-2005 | Коїмбра            | Португалія           | 2 – 0     | Хорватія             | товариський матч        | -    |          |
| 15-11-2005 | Белфаст            | Північна Ірландія    | 1 – 1     | Португалія           | товариський матч        | -    |          |
| 27-5-2006  | Евора              | Португалія           | 4 – 1     | Кабо-Верде           | товариський матч        | -    |          |
| 3-6-2006   | Мец                | Люксембург           | 0 – 3     | Португалія           | товариський матч        | -    |          |
| 11-6-2006  | Кельн              | Ангола               | 0 – 1     | Португалія           | ЧС 2006 - груповий етап | -    |          |
| 17-6-2006  | Франкфурт-на-Майні | Португалія           | 2 – 0     | Іран                 | ЧС 2006 - груповий етап | -    |          |
| 21-6-2006  | Гельзенкірхен      | Португалія           | 2 – 1     | Мексика              | ЧС 2006 - груповий етап | -    |          |
| 25-6-2006  | Нюрнберг           | Португалія           | 1 – 0     | Нідерланди           | ЧС 2006 - 1/8 фіналу    | -    |          |
| 1-7-2006   | Гельзенкірхен      | Англія               | 1 – 3     | Португалія           | ЧС 2006 - чвертьфінал   | -    | 111'     |
| 5-7-2006   | Мюнхен             | Португалія           | 0 – 1     | Франція              | ЧС 2006 - півфінал      | -    | 83'      |
| 1-9-2006   | Бреннбю            | Данія                | 4 – 2     | Португалія           | товариський матч        | 2    | 71'      |
| 6-9-2006   | Гельсінкі          | Фінляндія            | 1 – 1     | Португалія           | Відбір до ЧЄ 2008       | -    |          |
| 7-10-2006  | Порту              | Португалія           | 3 – 0     | Азербайджан          | Відбір до ЧЄ 2008       | 1    |          |
| 11-10-2006 | Хожув              | Польща               | 2 – 1     | Португалія           | Відбір до ЧЄ 2008       | -    |          |
| 15-11-2006 | Коїмбра            | Португалія           | 3 – 0     | Казахстан            | Відбір до ЧЄ 2008       | -    |          |
| 6-2-2007   | Лондон             | Бразилія             | 0 – 2     | Португалія           | товариський матч        | 1    | 89'      |
| 24-3-2007  | Лісабон            | Португалія           | 4 – 0     | Бельгія              | Відбір до ЧЄ 2008       | -    |          |
| 28-3-2007  | Белград            | Сербія               | 1 – 1     | Португалія           | Відбір до ЧЄ 2008       | -    |          |
| 13-10-2007 | Баку               | Азербайджан          | 0 – 2     | Португалія           | Відбір до ЧЄ 2008       | -    |          |
| 17-10-2007 | Алмати             | Казахстан            | 1 – 2     | Португалія           | Відбір до ЧЄ 2008       | -    |          |
| 6-2-2008   | Цюрих              | Італія               | 3 – 1     | Португалія           | товариський матч        | -    |          |
| 26-3-2008  | Дюссельдорф        | Греція               | 2 – 1     | Португалія           | товариський матч        | -    |          |
| 31-5-2008  | Візеу              | Португалія           | 2 – 0     | Грузія               | товариський матч        | -    | 46'      |
| 7-6-2008   | Лансі              | Португалія           | 2 – 0     | Туреччина            | ЧЄ 2008 - груповий етап | -    |          |
| 11-6-2008  | Лансі              | Чехія                | 1 – 3     | Португалія           | ЧЄ 2008 - груповий етап | -    |          |
| 19-6-2008  | Базель             | Португалія           | 2 – 3     | Німеччина            | ЧЄ 2008 - чвертьфінал   | -    |          |
| 20-8-2008  | Авейру             | Португалія           | 5 – 0     | Фарерські острови    | товариський матч        | -    | 55'      |
| 6-9-2008   | Аттард             | Мальта               | 0 – 4     | Португалія           | Відбір до ЧС 2010       | -    |          |
| 10-9-2008  | Лісабон            | Португалія           | 2 – 3     | Данія                | Відбір до ЧС 2010       | -    |          |
| 28-3-2009  | Порту              | Португалія           | 0 – 0     | Швеція               | Відбір до ЧС 2010       | -    |          |
| 31-3-2009  | Лозанна            | ПАР                  | 0 – 2     | Португалія           | товариський матч        | -    | 46'      |
| 6-6-2009   | Тирана             | Албанія              | 1 – 2     | Португалія           | Відбір до ЧС 2010       | -    | 75'      |
| 10-6-2009  | Таллінн            | Естонія              | 0 – 0     | Португалія           | товариський матч        | -    | 59'      |
| 12-8-2009  | Вадуц              | Ліхтенштейн          | 0 – 3     | Португалія           | товариський матч        | -    | 62'      |
| 5-9-2009   | Копенгаген         | Данія                | 1 – 1     | Португалія           | Відбір до ЧС 2010       | -    |          |
| 9-9-2009   | Будапешт           | Угорщина             | 0 – 1     | Португалія           | Відбір до ЧС 2010       | -    |          |
| 10-10-2009 | Лісабон            | Португалія           | 3 – 0     | Угорщина             | Відбір до ЧС 2010       | -    |          |
| 14-10-2009 | Гімарайнш          | Португалія           | 4 – 0     | Мальта               | Відбір до ЧС 2010       | -    |          |
| 14-11-2009 | Лісабон            | Португалія           | 1 – 0     | Боснія і Герцеговина | Відбір до ЧС 2010       | -    |          |
| 18-11-2009 | Зениця             | Боснія і Герцеговина | 0 – 1     | Португалія           | Відбір до ЧС 2010       | -    |          |
| 24-5-2010  | Ковілян            | Португалія           | 0 – 0     | Кабо-Верде           | товариський матч        | -    | 46'      |
| 1-6-2010   | Ковілян            | Португалія           | 3 – 1     | Камерун              | товариський матч        | -    |          |
| 8-6-2010   | Йоганнесбург       | Мозамбік             | 0 – 3     | Португалія           | товариський матч        | -    |          |
| 15-6-2010  | Порт-Елізабет      | Кот-д'Івуар          | 0 – 0     | Португалія           | ЧС 2010 - груповий етап | -    |          |
| 21-6-2010  | Кейптаун           | Португалія           | 7 – 0     | Північна Корея       | ЧС 2010 - груповий етап | -    |          |
| 25-6-2010  | Дурбан             | Португалія           | 0 – 0     | Бразилія             | ЧС 2010 - груповий етап | -    |          |
| 29-6-2010  | Кейптаун           | Іспанія              | 1 – 0     | Португалія           | ЧС 2010 - 1/8 фіналу    | -    |          |
| 3-9-2010   | Гімарайнш          | Португалія           | 4 – 4     | Кіпр                 | Відбір до ЧЄ 2012       | -    |          |
| 7-9-2010   | Осло               | Норвегія             | 1 – 0     | Португалія           | Відбір до ЧЄ 2012       | -    |          |
| 8-10-2010  | Порту              | Португалія           | 3 – 1     | Данія                | Відбір до ЧЄ 2012       | -1   |          |
| 12-10-2010 | Рейк'явік          | Ісландія             | 1 – 3     | Португалія           | Відбір до ЧЄ 2012       | -    |          |
| 17-11-2010 | Лісабон            | Португалія           | 4 – 0     | Іспанія              | товариський матч        | -    | 46'      |
| 16-3-2011  | Лейрія             | Португалія           | 1 – 1     | Чилі                 | товариський матч        | -    | 46'      |
| 29-3-2011  | Авейру             | Португалія           | 2 – 0     | Фінляндія            | товариський матч        | -    | 78'      |
| 11-8-2011  | Фару               | Португалія           | 5 – 0     | Люксембург           | товариський матч        | -    | 46'      |
| 11-10-2014 | Сен-Дені           | Франція              | 2 – 1     | Португалія           | товариський матч        | -    | 46'      |
| 14-10-2014 | Копенгаген         | Данія                | 0 – 1     | Португалія           | Відбір до ЧЄ 2016       | -    |          |
| 14-11-2014 | Фару               | Португалія           | 1 – 0     | Вірменія             | Відбір до ЧЄ 2016       | -    | 14'      |
| 29-3-2015  | Лісабон            | Португалія           | 2 – 1     | Сербія               | Відбір до ЧЄ 2016       | 1    | 17'      |
| 13-6-2015  | Єреван             | Вірменія             | 2 – 3     | Португалія           | Відбір до ЧЄ 2016       | -    | 78'      |
| 4-9-2015   | Лісабон            | Португалія           | 0 – 1     | Франція              | товариський матч        | -    | 27'      |
| 7-9-2015   | Ельбасан           | Албанія              | 0 – 1     | Португалія           | Відбір до ЧЄ 2016       | -    |          |
| 8-10-2015  | Брага (Португалія) | Португалія           | 1 – 0     | Данія                | Відбір до ЧЄ 2016       | -    |          |
| 29-5-2016  | Порту              | Португалія           | 3 – 0     | Норвегія             | товариський матч        | -    | кап. 60' |
| 2-6-2016   | Лондон             | Англія               | 1 – 0     | Португалія           | товариський матч        | -    | 90'      |
| 8-6-2016   | Лісабон            | Португалія           | 7 – 0     | Естонія              | товариський матч        | -    | 58'      |
| 14-6-2016  | Сент-Етьєн         | Португалія           | 1 – 1     | Ісландія             | ЧЄ 2016 - 1-й етап      | -    |          |
| 18-6-2016  | Париж              | Португалія           | 0 – 0     | Австрія              | ЧЄ 2016 - 1-й етап      | -    |          |
| 22-6-2016  | Ліон               | Угорщина             | 3 – 3     | Португалія           | ЧЄ 2016 - 1-й етап      | -    |          |
| Усього     |                    | Матчів (10 місце)    | 89        |                      | Голів                   | 6    |          |

## Досягнення

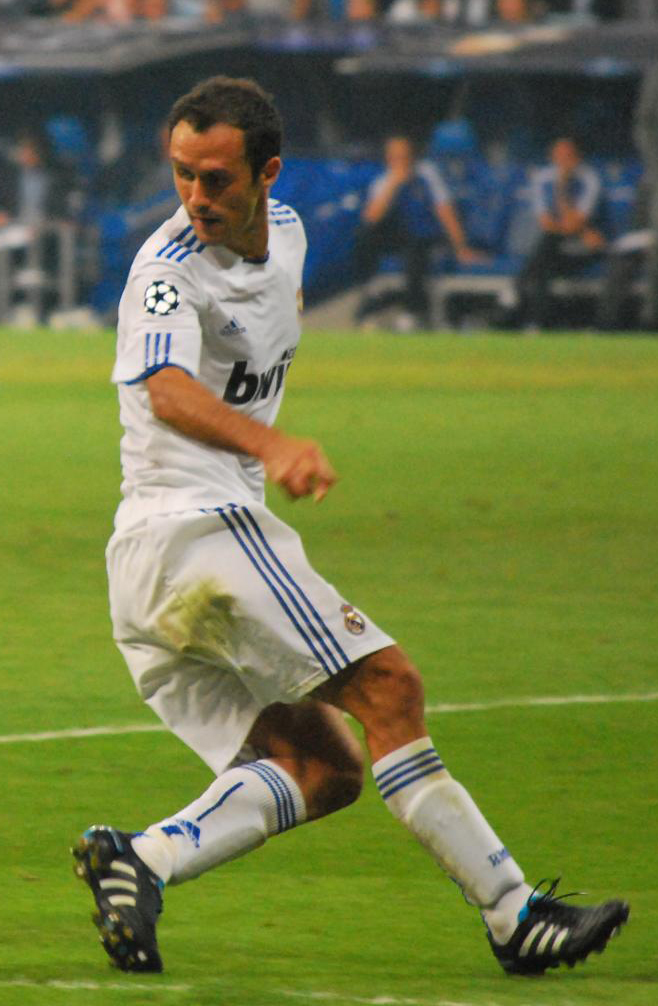
Рікарду Карвалью під час виступів за «Реал Мадрид», 15 вересня 2010 року

### Командні
«Порту»
- Переможець Ліги чемпіонів УЄФА: 2003-04
- Володар Кубка УЄФА: 2002-03
- Чемпіон Португалії: 1998—1999, 2002-03, 2003-04
- Володар Кубка Португалії: 2002-03
- Володар Суперкубка Португалії: 2001, 2003, 2004

«Челсі»
- Чемпіон Англії: 2004-05, 2005-06, 2009-10
- Володар Кубка Англії: 2006-07, 2008-09, 2009-10
- Володар Кубка Футбольної ліги: 2004-05, 2006-07
- Володар Суперкубка Англії з футболу: 2005, 2009

«Реал Мадрид»
- Чемпіон Іспанії: 2011-12
- Володар Кубка Іспанії: 2010-11
- Володар Суперкубка Іспанії: 2012

Збірна Португалії
- Чемпіон Європи: 2016
- Віце-чемпіон Європи: 2004

### Особисті
- Футболіст року в Португалії: 2003
- Найкращий захисник року за версією УЄФА: 2003/04
- Команда року за версією УЄФА: 2003/04
- У символічній збірній чемпіонату Європи: 2004
- У символічній збірній чемпіонату світу: 2006
- Гравець року за версією футболістів «Челсі»: 2008